# Дворец Потоцких (Варшава)
Дворец Потоцких (пол. Pałac Potockich) — большой барочный дворец в Варшаве, расположенный на улице Краковское предместье, дом 15, прямо напротив Президентского дворца. Первоначально он был построен для семьи Денгофов и приобретён семьёй Потоцких в конце XVIII века. Другие названия дворца — Дворец Чарторыйских, Дворец Оссолинских.

## История
Первоначальное здание, находящееся на месте нынешнего дворца, было сожжено шведскими и бранденбургскими войсками в 1650-е годы. Новое здание по заказу Эрнеста Денхоффа начали строить с 1693 года по проекту архитектора Джованни Пиоли. С 1731 года здание стало принадлежать Августу Александру Чарторыйскому.

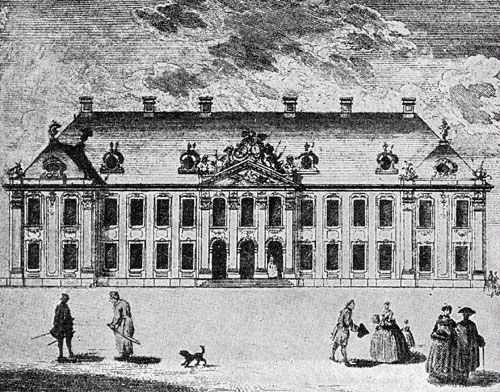
Дворец Потоцких в 1762 году.

При владении семьёй Чарторыйских дворец претерпел некоторые изменения. В 1760 году был перестроен фасад здания. Кроме того, появились пристройки в нишах, два крыла, выходящих на улицу, были закончены этажные павильоны с мансардой. Всё это было создано по плану Якуба Фонтана. Между ними был возведён дом для охраны в 1763 году) со скульптурами Себастьяна Зейсля и двумя флигелями с каждой стороны. Главное здание отделялось от улицы кованой оградой с воротами. Ограда была разработана в стиле нового рококо Леандро Маркони.
В 1799 году дворец был приобретён семьёй Потоцких. В этом дворце 22 января 1807 года проходил знаменитый бал в честь Наполеона I, где он танцевал со своей польской любовницей Марией Валевской. В XIX веке во дворце была организована выставка польской живописи, где горожане могли увидеть картины на сюжеты из польской истории.
Дворец был намеренно разрушен немцами после Варшавского восстания. Восстановлен в 1948—1950 годах по проекту Яна Захватовича.